# Parque provincial de los Dinosaurios
El Parque Provincial de los Dinosaurios es una zona rica en yacimientos paleontológicos de dinosaurios que se encuentra a 48 kilómetros al nordeste de la ciudad de Brooks, en la provincia de Alberta, Canadá. Tiene una extensión de 73.29 km² y fue creado en 1955. En 1979 fue declarado Patrimonio de la Humanidad por la Unesco.
El parque está situado en el valle del río Red Deer, y presenta un llamativo paisaje de malpaís. Además, es uno de los mayores yacimientos de fósiles de dinosaurio de todo el mundo. Aquí se han descubierto treinta y nueve especies de dinosaurio, y se han extraído más de quinientos especímenes, que exhiben en museos de todo el mundo.

## Geología
Los sedimentos del Parque Provincial de los Dinosaurios abarcan una historia geológica de dos millones de años, y se dividen en tres formaciones:
- la Formación Oldman, formada por sedimentos continentales depositados durante el Campaniense medio, es la unidad inferior
- la Formación del Parque de los Dinosaurios, también continental, data del Campaniense superior
- la Formación de Bearpaw, formada por sedimentos marinos, es la unidad superior.

La Formación del Parque de los Dinosaurios es la que contiene la mayor parte de los fósiles. Fue depositada por grandes ríos en una costa subtropical en la costa oeste del mar de Niobrara, un mar interior que dividía América del Norte en dos durante gran parte del cretácico. La formación tiene una antigüedad de unos 75 millones de años, y se depositó durante un millón de años.

## Paleontología
El parque conserva una extraordinaria diversidad de fósiles de vertebrados de agua dulce. Entre los peces hay tiburones, rayas (como Myledaphus), peces espátula (Polyodontidae), amias (Amiiformes), gaspares, catanes o pejelagartos (Lepisosteidae) y teleósteos. Los anfibios incluyen ranas (Anura), salamandras (Urodela) y miembros del grupo extinto de los albanerpetónidos; y los reptiles, lagartos (como el gran varano Paleosaniwa), una gran variedad de tortugas, cocodrilos y el piscívoro Champsosaurus.
La diversidad de dinosaurios es sorprendente:
Ceratopsia
- ?Leptoceratops sp.
- Centrosaurus apertus, C. brinkmani
- Styracosaurus albertensis
- (?)Pachyrhinosaurus
- Chasmosaurus belli, C. russeli, C. irvinensis vale todo esto es falso

Hadrosauridae
- Corythosaurus casuarius
- Gryposaurus notabilis, G. incurvimanus
- Lambeosaurus lambei,L. magnicristatus
- Prosaurolophus
- Parasaurolophus walkeri

Ankylosauria
- Panoplosaurus
- Edmontonia
- Euoplocephalus

Hypsilophodontidae
- ?Orodromeus

Pachycephalosauria
- Stegoceras

Tyrannosauridae
- Daspletosaurus sp.
- Gorgosaurus libratus

Ornithomimidae
- Ornithomimus
- Struthiomimus
- nueva especie de ornitomímido A

- Chirostenotes pergracilis
- Chirostenotes elegans
- Chirostenotes collinsi

Dromaeosauridae
- Dromaeosaurus
- Saurornitholestes
- ?nueva especie de dromeosaurio A
- ?nueva especie de dromeosaurio B

Troodontidae
- Troodon
- nueva especie de troodóntido A

clasificación incierta
- Ricardoestesia gilmorei

También se han encontrado aves hesperornithiformes, pterosaurios gigantes relacionados con Quetzalcoatlus y mamíferos marsupiales estagodóntidos, placentarios y multituberculados.

## Medio natural
El parque alberga un ecosistema muy complejo que incluye alamedas rodeadas por praderas. Abundan los coyotes (Canis latrans), los conejos de cola de algodón (Sylvilagus), los ciervos, los berrendos (Antilocapra americana), los añaperos, las serpientes de cascabel (Crotalus) y las culebras rayadas (Thamnophis). En primavera y verano pueden verse zarapitos (Numenius) y barnaclas canadienses (Branta canadiensis). También se encuentran en el parque algunas de las especies más septentrionales de cactus, como chumberas (Opuntia) y Pediocactus.

## Historia
Fue creado en 1955, dentro del 50.º Año Jubilar de Alberta, con el objetivo de proteger los yacimientos fosilíferos. El primer guarda fue Roy Fowler, granjero y buscador de fósiles aficionado.
Hasta 1985, los fósiles descubiertos en el parque se enviaban a museos de todo el mundo. Ese año se creó el Museo Royal Tyrrell de Paleontología en el Parque Provincial Midland, cerca de Drumheller, a 100 kilómetros del Parque Provincial de los Dinosaurios.